# Legends Tour 2007
De Legends Tour 2007 was het achtste seizoen van de Legends Tour. Er stonden zes toernooien waarvan vijf officieus op de kalender.

## Kalender
| Datum | Datum | Toernooi                           | Stad                   | Winnaar                          | Score | Score | Info                                   |
| ----- | ----- | ---------------------------------- | ---------------------- | -------------------------------- | ----- | ----- | -------------------------------------- |
| 03-08 | 05-08 | BJ's Charity Championship          | Quincy, Massachusetts  | Christa Johnson & Nancy Scranton | –17   | –17   | Teamcompetitie                         |
| 12-08 | 13-08 | Wendy's Charity Challenge          | Jackson, Michigan      | Rosie Jones po                   | 139   | –5    |                                        |
| 27-10 | 28-10 | Handa Australia Cup                | Perth, Australië       | Jan Stephenson                   | 145   | +1    |                                        |
| 02-11 | 04-11 | The Legends Tour Open Championship | Sydney, Australië      | Rosie Jones                      | 139   | –5    |                                        |
| 14-12 | 16-12 | Handa Cup                          | St. Augustine, Florida | Team USA                         | 26-22 | 26-22 | Verliezer: World Team (landcompetitie) |

## Trivia
- Op 30 april vond de "Duane Reade Charity Classic" plaats en het is een toernooi met bekende golfsters om geld in te zamelen voor goede doelen.

2000 ·
2001 ·
2002 ·
2003 ·
2004 ·
2005 ·
2006 ·
2007 ·
2008 ·
2009 ·
2010 ·
2011 ·
2012 ·
2013 ·
2014 ·
2015